# Manuel Peris Ferrando
Manuel Peris Ferrando (València, 19 de novembre de 1872 - 1934), va ser un arquitecte valencià.
Nascut a València el 1872 va acabar estudiant a Barcelona, on va rebre la influència de Domènech i Montaner i va ser company de Francisco Mora Berenguer. Es va graduar el 1898. Va participar en l'explosió del modernisme a València, va ser arquitecte diocesà, municipal i de la Caixa d'Estalvis, així com a regidor de l'ajuntament.
La seva obra més popular és la Casa Sancho o del Punt de Gantxo (Plaça de l'Almoina, 4, 1906). Es tracta d'un edifici d'habitatges que es construeix sobre la capella de Sant Valero de 1749, que queda integrada en la seva planta baixa. Destaca també per la seva naturalisme decoratiu que recorda als tèxtils de ganxet, al que deu el seu nom popular. També a la tipologia residencial respon la Casa Ortega (1906) en col·laboració amb l'escultor Joaquín Real, autor de la decoració naturalista de la façana (Gran Via del Marqués del Túria 9).
Va treballar reformant o dissenyant diversos edificis públics. Així va intervenir a l'edifici de Col·legi Notarialconstruït per Joaquín Mª Belda, va dur a terme una reforma de caràcter modernista a l'escala i al pati d'accés al Palau de Cervelló (1905) i a l'edifici del Patronat de la Joventut Obrera (Landeder 5, actualment Centre Teatral Escalante) amb el disseny del saló d'actes (1919). La seva tasca incoïa també l'arquitectura conventual com per exemple amb el convent i església dels Caputxins del carrer Ciscar o l'Asil de Sant Eugeni, tots dos ja desapareguts.
Fora de la capital seus són el disseny del Col·legi Diocesà del Santíssim Crist de la Fe d'Alcàsser (1911), la casa d'exercicis de la Puríssima d'Alaquàs, el Convent de Carmelitas Descalzas de Manises,avui Casa de Cultura, i els plànols del mercat municipal d'Albalat de la Ribera (1903), després molt modificat.

## Obres

### València
| Any  | Nom                                                                             | Ubicació                                                                 | Descripció | Estat                      | Imatge |
| ---- | ------------------------------------------------------------------------------- | ------------------------------------------------------------------------ | --- | -------------------------- | ------ |
| 1905 | Antic Palau de Cervelló,actualment arxiu municipal històric                     | Plaça de Tetuan 3                                                        | Reforma de caràcter modernista a l'escala i al pati d'accés |                            |        |
| 1906 | Casa Ortega                                                                     | Gran Via Marqués del Túria 9                                             | Edifici modernista, del qual només queda la façana original amb decoració naturalista obra de l'escultor Joaquín Real.                                              | Conservada només la façana |        |
| 1906 | Casa Sancho o del Punt de Ganxo                                                 | Plaça de l'Almoina, 4                                                    | Edifici d'habitatges construït el 1906 sobre la Capella de Sant Valeri de 1719 construïda on es creia que va ser empresonat el bisbe Valeri abans de ser desterrat. | Correcte                   |        |
| 1911 | Casa de Salvador Llop                                                           | Jorge Juan 13                                                            | | Correcte                   |        |
| 1917 | Església i convent dels Pares Caputxins                                         | Carrer Ciscar, actualment Comte Salvatierra, amb el carrer Cirilo Amorós | | Desapareguts               |        |
| 1919 | Edifici del Patronat de la Joventut Obrera, actualment Centre Teatral Escalante | Landerer 5                                                               | Disseny del saló d'actes |                            |        |
| 1924 | Col·legi Notarial                                                               | Pasqual y Genis 21                                                       | Reforma de l'edifici construït entre 1883 i 1887 per Joaquín María Belda Ibáñez, a qui va augmentar el nombre de plantes i va refer la façana.                      | Correcte                   |        |